# Faces & Names
Faces & Names è un album discografico da solista del cantante statunitense David Pirner (frontman dei Soul Asylum) pubblicato nel 2002.

## Tracce
1. Teach Me To Breathe – 3:46
2. Never Recover – 3:45
3. Faces & Names – 4:21
4. Feel the Need – 4:01
5. Someday Love – 3:49
6. 364 – 4:06
7. I'll Have My Day – 4:21
8. Tea – 3:33
9. Much Too Easy – 3:39
10. Levitation – 3:26
11. Start Treating People Right – 3:55